# Crella mamillata
Crella mamillata är en svampdjursart som först beskrevs av Arnesen 1903.  Crella mamillata ingår i släktet Crella och familjen Crellidae.
Artens utbredningsområde är Norge. Inga underarter finns listade i Catalogue of Life.